# Théodore Agrippa d’Aubigné
Théodore Agrippa d'Aubigné (Saint-Maury kastély, Pons mellett, 1552. február 8. – Jussy, Genf mellett, 1630. május 9.) francia protestáns költő, történetíró, katona, meggyőződéses hugenotta. A 16. század Juvenalis-ának is nevezték. Fő műve, a Les tragiques című nagy epikai költemény (1616) a vallásháborúk eseményeiből meríti tárgyát.

## Életpályája
1552-ben egy nyugat-franciaországi kisvárosban született, ahol apja bíró volt és elszánt hugenotta. Théodore Agrippa d'Aubigné is hugenotta nevelést kapott, Kálvin, Théodore de Bèze és a kálvinizmus tanain nevelkedett. 1560-ban az amboise-i hugenották közszemlére tett felakasztott holttesteinek látványa és apjának felháborodása a gyerek d'Aubigny meghatározó élménye lett. Élete ettől kezdve a francia vallásháborúk tragédiáihoz kapcsolódott. Belépett a hugenotta seregbe (1567), nagy elszántsággal harcolt, megnyerte Navarrai Henrik, a későbbi IV. Henrik király kegyét, és bizalmasa lett. Mivel IV. Henrik trónra lépésekor áttért katolikus hitre (innen származik az állítólagos mondás: „Párizs megér egy misét"), d'Aubigné felháborodva elhatárolódott tőle. A király őt előbb Oléron sziget helytartójává nevezte ki, majd magas tiszti rangra emelte.
IV. Henrik halála (1610) után belekeveredett a királyi ház hercegeinek viszályaiba, és száműzték az udvartól. Miután a katolikus udvari párt  menedékhelyén, Saint-Jean-d’Angély-ben is üldözőbe vette, Aubigné elhagyta hazáját és Genfbe költözött (1620), ahol megérte (nem első) halálos ítéletét is, melyet nem hajtottak végre. Genfben haláláig az irodalomnak élt és köztiszteletnek örvendett.
Fia áttért a katolikus hitre, Théodore Agrippa d'Aubigné unokája pedig, Madame de Maintenon XIV. Lajos király titkos felesége lett.

## Írói és történetírói munkássága
Első költeményei 1570–1572-ben születtek. A szerelméhez, Diane Salviatihoz írt szonettek, ódák és stanzák a Le Printemps (Tavasz) című gyűjtemény részeként csak 1874-ben jelentek meg. Versei a Pléiade és különösen Pierre de Ronsard lírájának hatását mutatják, de már ezekbe is beszűrődik néha a háborúk képe, a „kén, füst, puskapor-szag”.

### Les Tragiques
D'Aubigné fő költői műve a 9000 versszakból álló Les Tragiques című epikai költemény (1616), melyet a casteljaloux-i csatában szerzett sebesülése idején kezdett írni. Benne a vallásháborúk korának személyes indulattal teli, hol szatirikus, hol apokaliptikus képekben bővelkedő leírását adja. Rónay György szerint a címet talán A végzet versei-nek lehetne leginkább fordítani.
A mű hét nagy részből, hét „könyv”-ből áll. Az első három könyv túlnyomórészt morális jellegű, a következő kettő inkább elbeszélő jellegű, a két utolsó könyvben pedig „prófétai” hangnem uralkodik.
1. Misères (Nyomorúságok) – a nép szenvedésének, a vallási viszályoknak, a háborús pusztításnak képei
2. Princes (Hercegek vagy Fejedelmek) – a nyomorúságok okozóinak, a Valois uralkodók (Medici Katalint, IX. Károly) és az udvaroncok ostorozása
3. Chambre dorée (Aranyszoba) – a párizsi bíróság Aranyszobája és a katolikus bíróságok igazságtalanságai ellen, a fényűzés és árulások ellen
4. Feux (Tüzek) – elősorolja a protestánsokat ért üldözéseket, kínzásokat; himnuszok a protestáns mártírokról
5. Fers (Vas) – csataképek, a háborúk borzalmai, a protestánsok bátorsága és szenvedései
6. Vengeances (Bosszú) – az „igaz hit” üldözőire kirótt büntetések, az isteni bosszúállás képei
7. Jugement (Ítélet) – az utolsó ítéletben való vigasztalódás, Isten akarata érvényesül.

„Senki nem tudta a maga indulatát és a kor pátoszát oly kozmikus távlatokba lövellni, mint e harcias hugenotta” – írta a műről Dobossy László, Rónay György pedig később hasonló stílusban így folytatta: „…és senki olyan lángoló haraggal és olyan félelmetes hitelességgel nem beszélt a Szent Bertalan-éjről, a vértől megáradt Szajnáról, a mészárlásról és a mészároltatók cinizmusáról, mint ő a maga rőt-fekete indulatában.”
Az elbeszélő költemény 1616-ban jelent meg és korában nem igazán keltett figyelmet. Sainte-Beuve 19. századi költő, irodalomkrtikus fedezte fel újra, és csak később foglalta el előkelő helyét a francia irodalom történetében.

### Prózai művek
D'Aubigné számos prózai művet is írt. Les svantures du Baron de Faeneste ('Faeneste báró kalandjai', 1617) az egyik első francia pikareszk vagy kópéregény, Cervantes Don Quijote-jának hatása is érződik rajta. A regény az udvaronc Faeneste és a vidéki nemes Ene(?) közötti párbeszéd formájában íródott és Medici Katalin királyné udvara laza erkölcseinek szatírája. Az élénk epizódokkal teli regény a francia széppróza egyik jelentős műve. 
Másik jelentős prózai alkotása Sa vie à ses enfants ('Élete gyermekei számára', 1729) című emlékirata. Ezt már Genfben, száműzetésben írta, ahová a hugenotta lázadás 1620-as leverése után kellett menekülnie.
Élete során d'Aubigné egy Egyetemes történet című munkán is dolgozott (Histoire universelle 1510–1601), melynek nagy részét a Franciaországban és a szomszédos országokban lezajlott vallásháborúknak szentelte, fontos történeti forrás. Az 1616-tól három kötetben megjelent munka utolsó kötetét (1620) a párizsi bíróság máglyára ítélte.

## Munkái
- Histoire universelle depuis 1550 jusqu'à l'an 1601 (1616–1618)
- Les Tragiques (1616)
- Avantures du Baron de Faeneste
- Confession du Sieur de Sancy
- Sa vie à ses enfants
- Histoire secrète, écrite par lui-même (Köln, 1729)